# Мескиталь-дель-Оро (муниципалитет)
Мескиталь-дель-Оро (исп. Mezquital del Oro) — муниципалитет в Мексике, входит в штат Сакатекас. Население 1387 человек.

## История
Город основан в 1857 году.